# Charles Manetti
Charles Jules Paul Manetti, né à Carcassonne le 24 mars 1901 et mort à Paris le 13 décembre 1969, est un clown blanc du cirque Medrano.

## Biographie
Charles Manetti est le fils de Guido Manetti, lui-même clown, associé au nain Goliath, à la fin du XIXe siècle et au début du XXe. Il naît à Carcassonne alors que ses parents sont de passage dans la ville avec le cirque Casuali. Marié le 14 novembre 1944 avec Solange Felleinsen, le couple divorce le 11 avril 1959.
Charles Manetti a travaillé au cirque Medrano avec des partenaires notoires comme Rolph Zavatta, Coco et Charley, Rhum. Il décède le 13 décembre 1969 à Paris (XIVe arrondissement).

## Cinéma
Acteur
- 1960 : Le Village au milieu des brumes d'Armand Chartier : le clown